# Penenirmus rarus
Penenirmus rarus är en insektsart som först beskrevs av Zlotorzycka 1976.  Penenirmus rarus ingår i släktet Penenirmus, och familjen fjäderlöss. Arten är reproducerande i Sverige.